# Cavalo-de-przewalski
O cavalo-de-przewalski (Equus ferus przewalskii) é uma subespécie de cavalo semiselvagem (Equus ferus), nativa dos desertos e Estepes da Mongólia. Oficialmente se encontrava extinta na natureza, mas, graças a um projecto internacional, tem sido reintroduzida em seu habitat natural.
O cavalo-de-przewalski foi descrito pela primeira vez pelo general e naturalista amador russo Nikolaï Mikhaïlovitch Prjevalski em 1881, que viajou à sua procura após se deparar com relatos da sua existência. A descoberta gerou o interesse de vários zoos europeus, que adquiriram cerca de 20 exemplares. A população selvagem desapareceu nos anos 1960, tendo o último animal selvagem sido avistado em 1969. Desde o início dos anos 90  vários programas de reprodução em cativeiro têm encontrado sucesso, e já houve a libertação de uma manada na Mongólia, tornando-se assim um cavalo assilvestrado como o garrano português.
Em 2020, clonaram com sucesso um cavalo desta espécie no Jardim Zoológico de San Diego, em Balboa Park, San Diego, Califórnia nos Estados Unidos da América.
Antes achava-se que o cavalo de prezewalski era totalmente selvagem, mas através de seu D.N.A descobriu se que ele era na verdade um cavalo assilvestrado, ou seja, animal doméstico que voltou à vida selvagem.

## Descrição
O cavalo-de-przewalski (pronuncia-se "psheválski") é muito semelhante ao cavalo doméstico, mas menor e mais robusto. Os adultos medem cerca de 2 metros de comprimento e pesam em média cerca de 300 kg. A sua pelagem é castanha parda e a crina, erecta, é de cor negra. Alguns exemplares têm as patas riscadas, fazendo lembrar zebras.

## Ecologia
A organização social desses animais faz-se em grupos familiares dominados por um macho, várias fêmeas e suas pequenas crias. Os juvenis abandonam o grupo por volta dos 3 anos, sendo as fêmeas incorporadas desde logo noutra manada. Os jovens machos passam vários anos em pequenos grupos, antes de se lançarem na conquista do seu próprio grupo de fêmeas.

## Cruzamento
Em Portugal esta raça de cavalo não existe sob a forma pura. Existem alguns equídeos que são extremamente parecidos visualmente, mas são resultado de cruzamento com outras raças de cavalos.

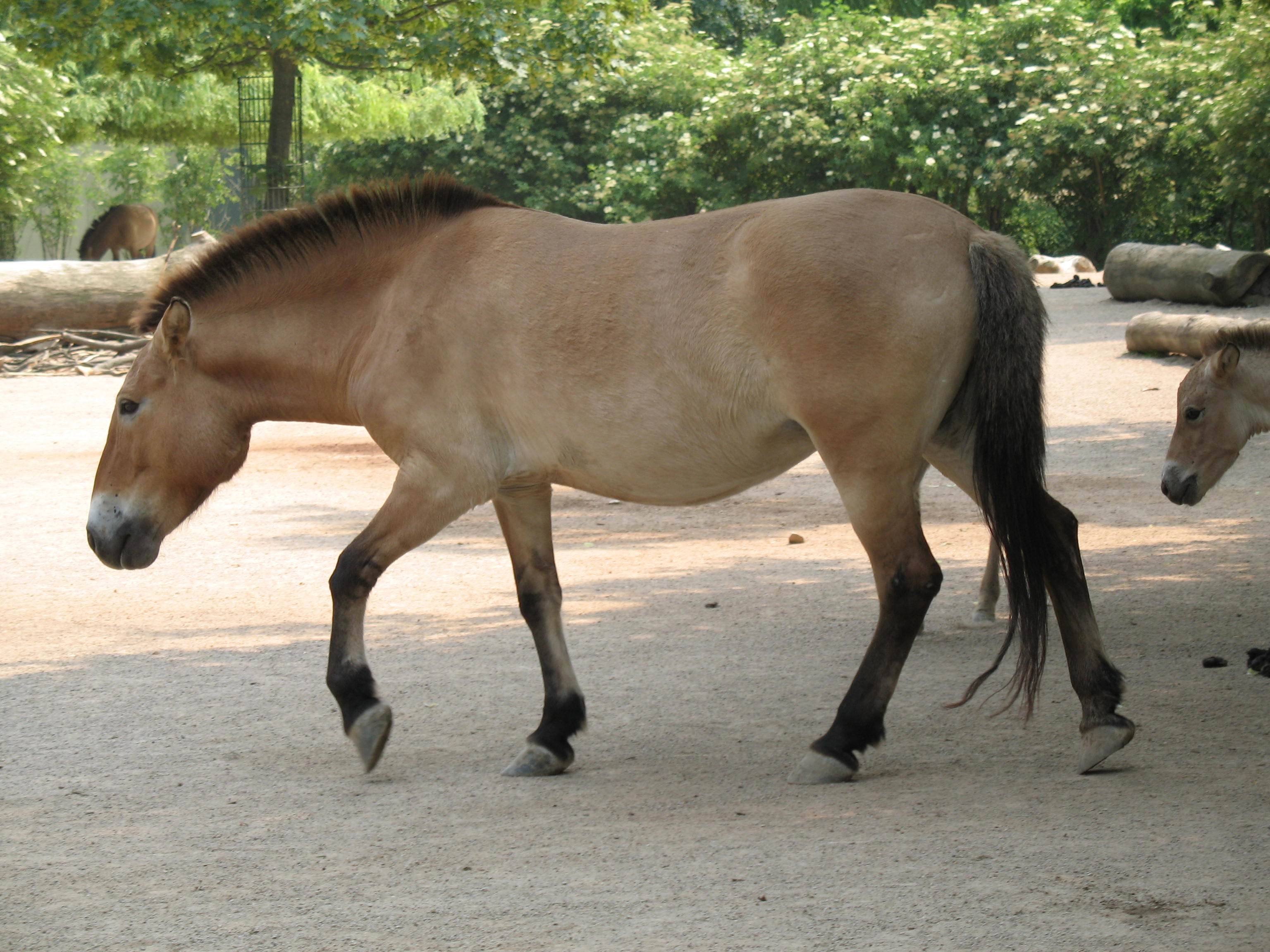
Num zoológico de Colónia.
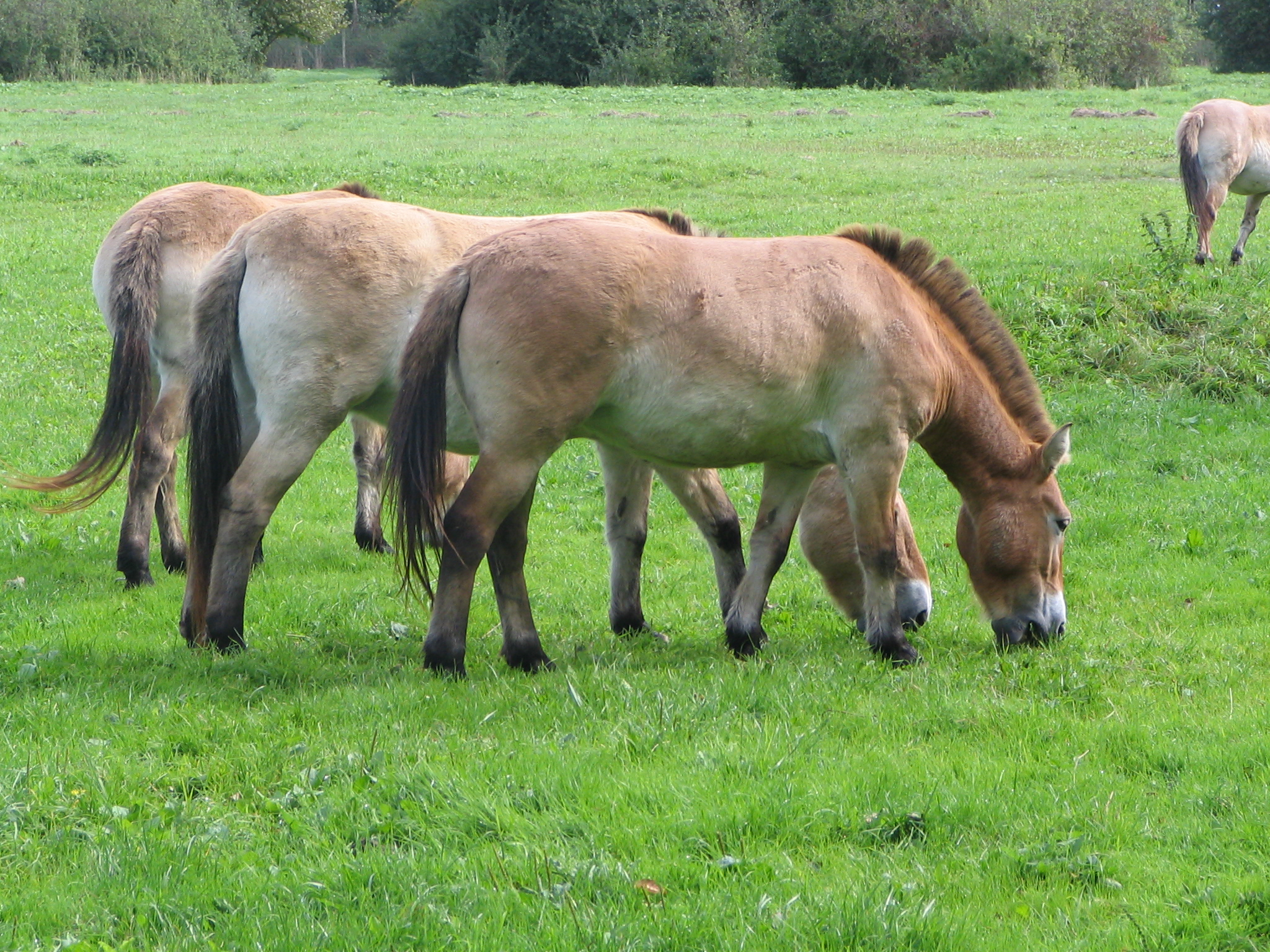
Num prado.
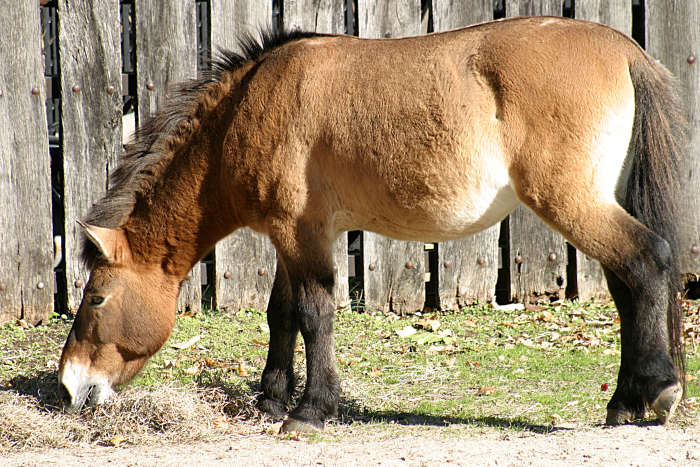
No National Zoo (EUA).
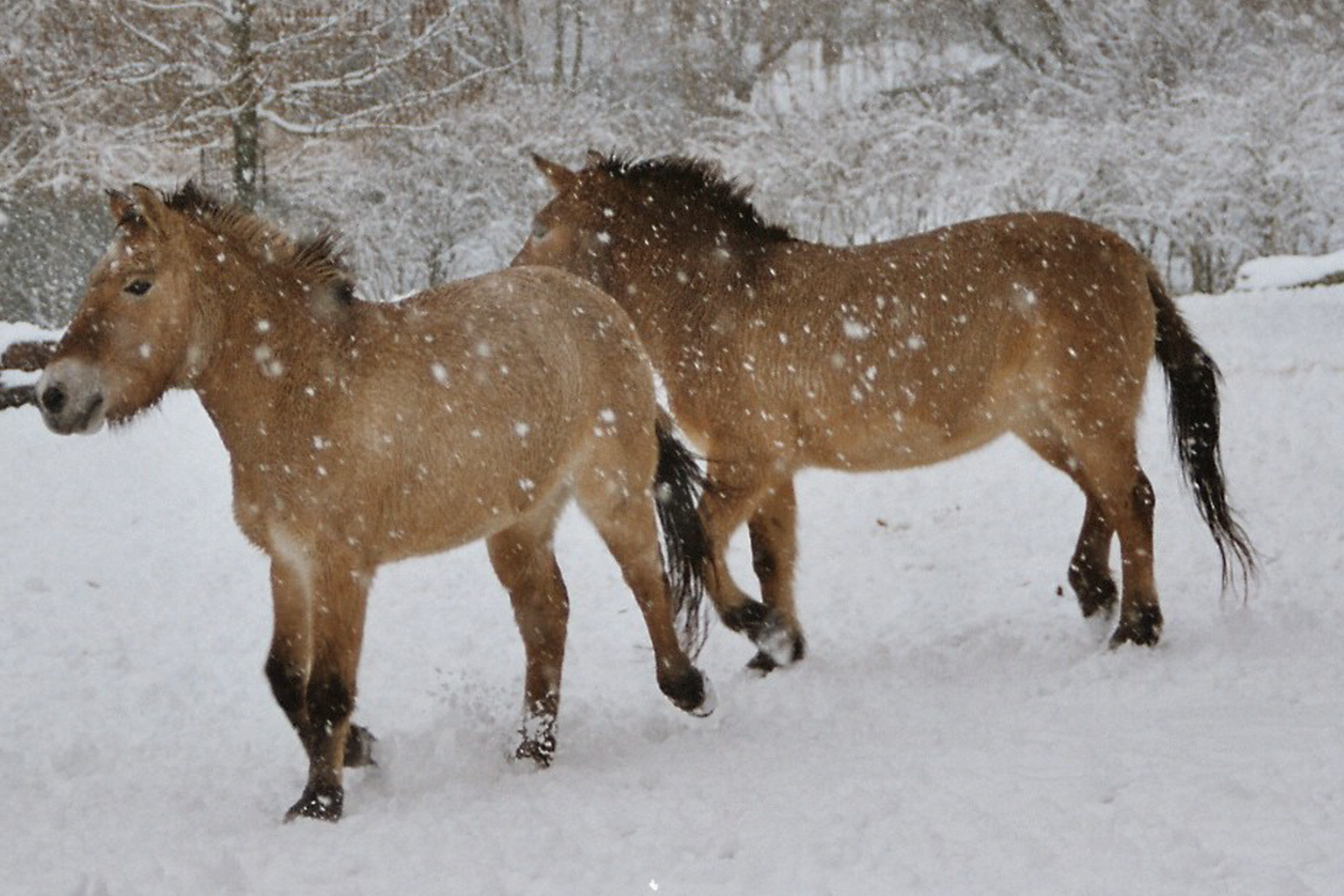
Num zoológico de Colónia durante o inverno.